# Voie de Corato
La voie de Corato est une voie sur berge, à sens unique, située dans la commune française de Grenoble qui longe la rive gauche de l'Isère. 

## Situation et accès

### Situation
Cet axe formé, par une simple voie, permet au véhicules de tourisme et aux motocyclettes, en semaine, d'éviter de traverser le centre-ville de Grenoble, créant ainsi un lien entre les quartiers est et le secteur de la Presqu'île, selon un axe est-ouest.

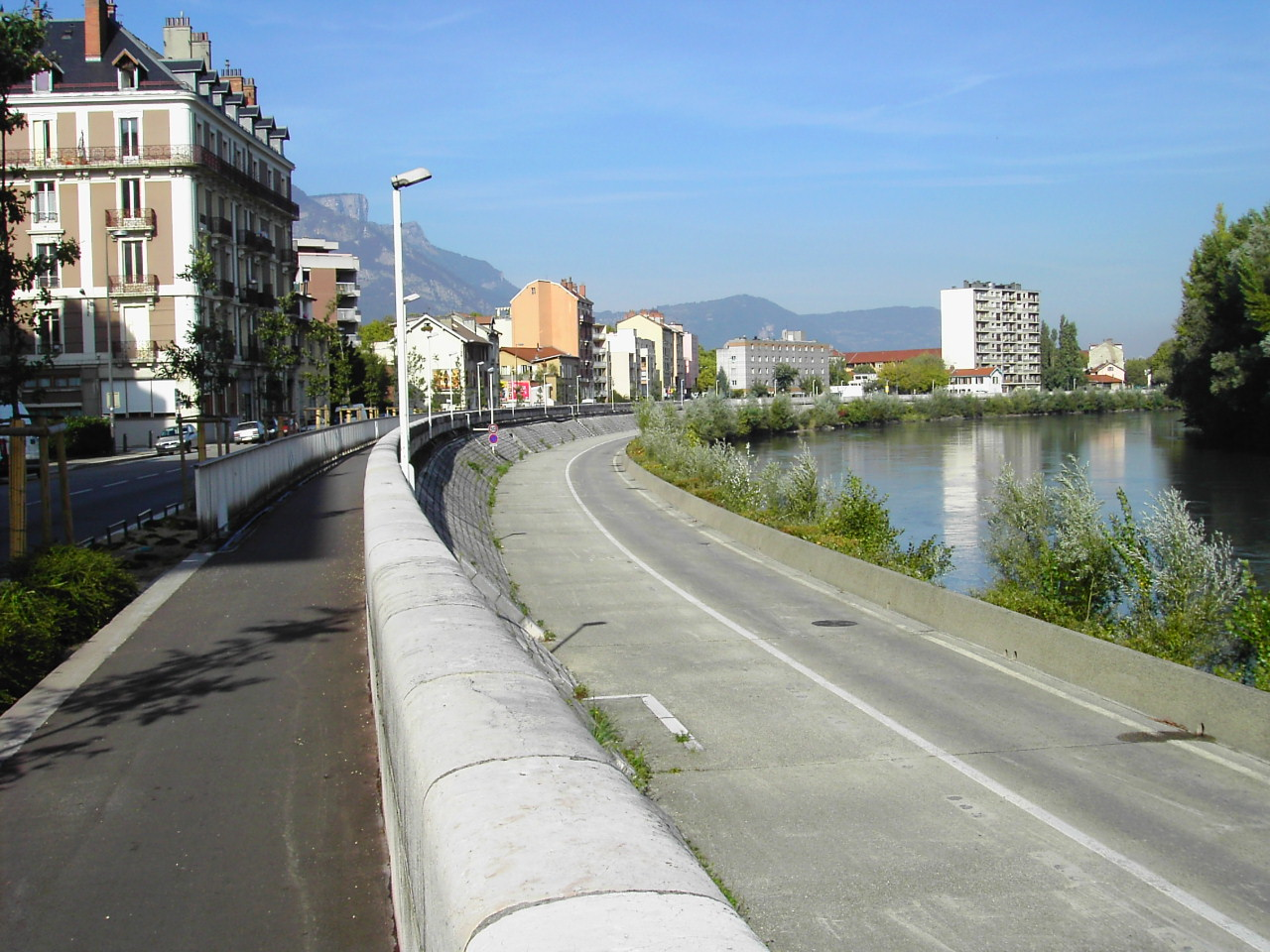
Voie de Corato en direction du nord

Cette voie, d'une longueur de 2,3 km, réservée aux véhicules à moteur (voitures, motocyclettes) en semaine et aux modes de transport doux (bicyclette, patin à roulettes, roller, marcheur à pied et joggeur) le dimanche et les jours fériés, débute au carrefour des rues Masséna et Bizanet et du quai Jongking sur la rive gauche de l'Isère (quartier de l'Île Verte) et se termine au carrefour de la rue Dupont-Savoyat et des quais de la Graille et Paul-Louis Merlin.
Cette voie passe sous différents ponts de la ville, soit, d'est en ouest, selon le sens de circulation :
- le pont de la Citadelle;
- la passerelle Saint-Laurent;
- le pont Marius-Gontard;
- le pont de la Porte de France - Kofi-Annan

### Accès

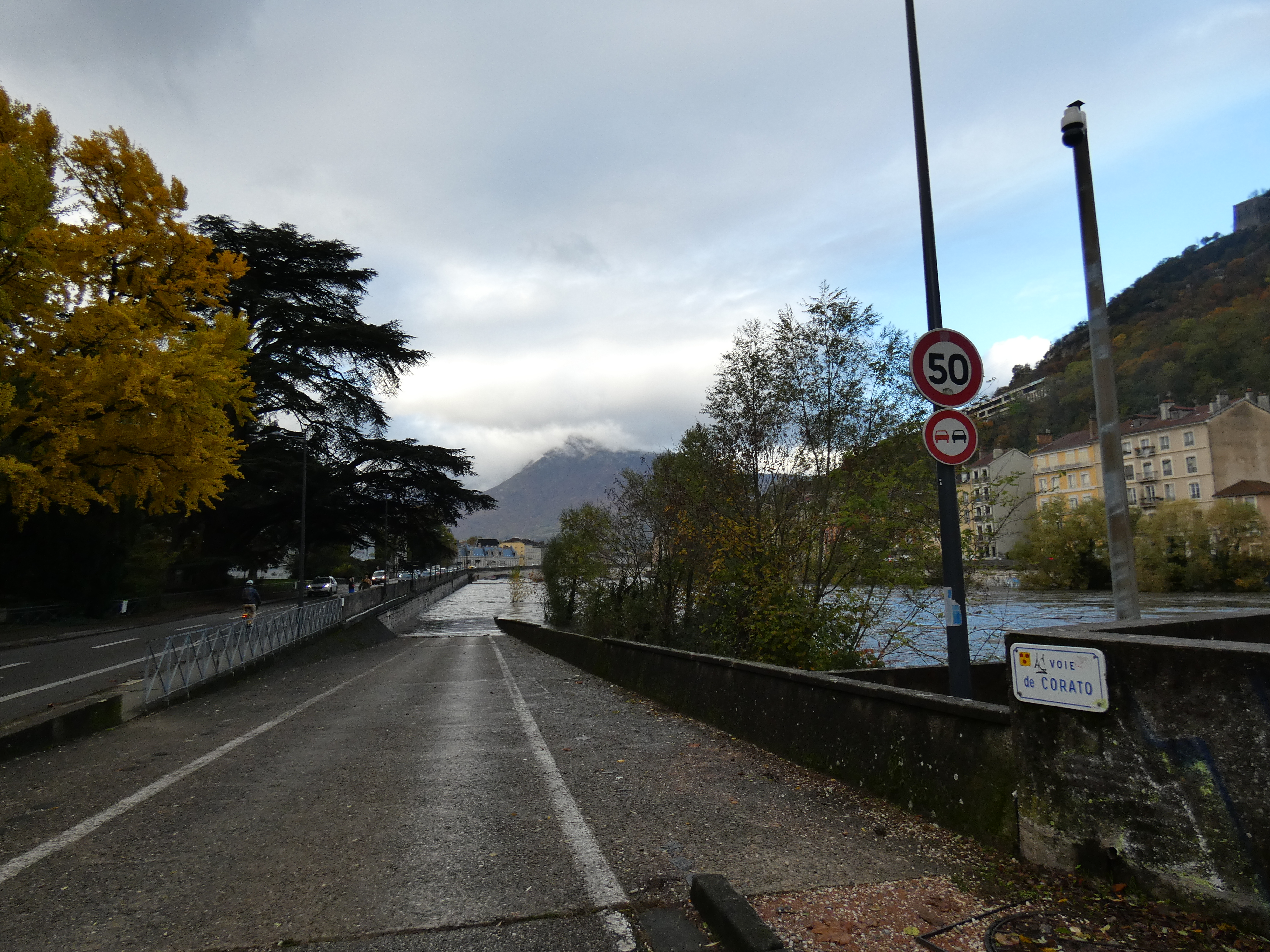
La Voie de Corato sous l'eau le 15 novembre 2023

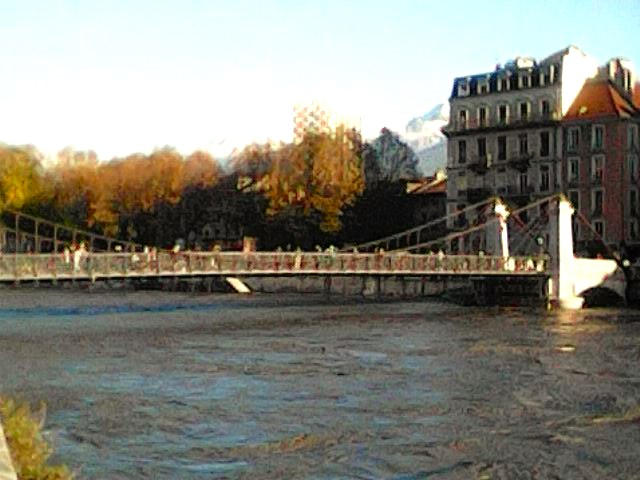
Voie Corato submergée en novembre 2023

La voie n'est pas accessible aux piétons ou aux cyclistes, excepté les dimanches et les jours fériés. Elle n'est traversée par aucun transport public en commun, la hauteur sous les ponts ne permettant pas le passage des autobus, des autocars ni même de petits camions.

## Origine du nom
Cette rue a reçu le nom de Corato, en référence avec la ville italienne jumelée avec la ville de Grenoble depuis 1988. 

## Historique
Cette voie sur berge est ouverte à la circulation en 1988. Elle a, au fil du temps, été submergée partiellement, voire complètement lors de crues saisonnières de l'Isère, comme cela a été le cas en novembre 2023.